# Türkiye Kupası 1980/81
Die Türkiye Kupası 1980/81 war die 19. Auflage des türkischen Fußball-Pokalwettbewerbes. Der Wettbewerb begann am 31. August 1980 mit der 1. Hauptrunde und endete am 13. Mai 1981 mit dem Rückspiel des Finals. Im Endspiel trafen Ankaragücü und Boluspor aufeinander. Ankaragücü nahm zum dritten Mal am Endspiel teil, Boluspor zum ersten Mal.
Afyon Demirspor, Elazığ İdman Yurdu, Erzincanspor (Amateure), Manisa Acar İdman Yurdu waren für diese Spielzeit gesperrt.

## 1. Hauptrunde
Die 1. Hauptrunde fand am 31. August 1980 statt.
|                 | Ergebnis |                          |
| --------------- | -------- | ------------------------ |
| Dikilitaş SK    | 3:0      | Vefa Istanbul (Amateure) |
| İstanbul Tekel  | 1:0      | Tophane Tayfun           |
| İstanbul Yıldız | 1:0      | İstanbulspor (Amateure)  |

Neben den oben genannten Siegern gab es noch weitere 7 Sieger, bei denen jedoch nicht die Spiele bekannt sind.

## 2. Hauptrunde
Die 2. Hauptrunde fand am 10. September 1980 statt.
|                               | Ergebnis              |                              |
| ----------------------------- | --------------------- | ---------------------------- |
| Antalya Merkez Gençlik        | 0:1                   | Kayseri Sümerspor            |
| Ankara DSİ                    | 4:1                   | Yozgatspor                   |
| Antalyaspor (Amateure)        | 1:2                   | Adanaspor (Amateure)         |
| Denizlispor (Amateure)        | 0:2                   | Muğlaspor                    |
| Diyarbakır DSİ Bağlar Gençlik | 0:1                   | Mardinspor                   |
| Erzincan Karagücü             | 1:0                   | Trabzonspor (Amateure)       |
| Giresun Seka Aksuspor         | [1]3:0                | Sivasspor                    |
| İstanbul Tekel                | 1:1 n. V. (6:5 i. E.) | Babaeskispor                 |
| İzmirspor                     | [1]3:0                | Aydınspor                    |
| Malatyaspor (Amateure)        | [1]3:0                | Hatayspor                    |
| Ankaragücü                    | 2:0                   | Düzcespor                    |
| Tokatspor (Amateure)          | 4:1                   | Ünyespor                     |
| Afyonkarahisarspor            | 1:2                   | Edremit Gençlik              |
| Alibeyköyspor                 | 1:0                   | Fatih Karagümrük SK          |
| Altınordu Izmir               | 0:1                   | Manisaspor                   |
| Antalyaspor                   | 3:0                   | Konya İdman Yurdu            |
| Artvin Hopaspor               | [1]3:0                | Erzurum Dağcılıkspor         |
| Balıkesirspor                 | 6:0                   | Isparta Karaağaç Gençlik     |
| Beykozspor                    | 1:1 n. V. (4:5 i. E.) | Tekirdağspor                 |
| Bilecik Ertuğrul Gençlik      | 1:0                   | Eskişehirspor (Amateure)     |
| Çankırı Gençlik               | 1:7                   | Ankara Demirspor             |
| Rizespor (Amateure)           | 6:2                   | Bayburt Şair Zihni SK        |
| Çine Madranspor               | 0:4                   | Göztepe Izmir                |
| Çorlu Kültürspor              | 2:1                   | Kırklarelispor               |
| Çorumspor                     | 4:0                   | Çorum Kültürspor             |
| Denizlispor                   | 2:1                   | Yeşilovaspor                 |
| Dikilitaş SK                  | 0:2                   | İstanbul Yıldız              |
| Diyarbakırspor                | 6:0                   | Bitlis Yıldırımspor          |
| Edirnespor                    | 3:1                   | Sarıyer SK                   |
| Erzincanspor                  | 3:0                   | Akçaabat Sebatspor           |
| Eskişehir Demirspor           | 2:1                   | Sakarya Karadenizspor        |
| Giresunspor                   | [1]3:0                | Sivas Demirspor              |
| Ispartaspor                   | 5:1                   | Bandırmaspor                 |
| İskenderunspor                | 14:2                  | Kahramanmaraş Fidan Gençlik  |
| Karabükspor                   | 4:2                   | Bursa Merinosspor            |
| Kayserispor                   | 5:0                   | Seydişehir Eti Alüminyumspor |
| Kırıkhan Gençlik              | 3:1                   | Şehreküstü                   |
| Kocaeli Petkimspor            | 2:0                   | Bilecik Söğütspor            |
| Kütahyaspor                   | [1]3:0                | Burdur YSE Yurtspor          |
| Malatyaspor                   | 5:1                   | Adıyaman Gençlik             |
| Merzifon Gençlik              | 0:1                   | Samsunspor                   |
| MKE Kırıkkalespor             | 5:1                   | İstanbul Bankası Yenişehir   |
| Muhafızgücü                   | 4:1                   | Sinopspor                    |
| Sakaryaspor                   | 5:0                   | Yeşil Bursa                  |
| Tarsus İdman Yurdu            | 5:0                   | Niğdegücü                    |
| Tavşanlı Linyitspor           | 2:0                   | Dardanelspor                 |
| Tokatspor                     | 4:0                   | Çarşambaspor                 |
| Torbalıspor                   | 1:2                   | Tirespor                     |
| Konyaspor                     | 1:0                   | İçel Demirspor               |
| Trabzon İdmangücü             | 0:6                   | Erzurumspor                  |
| Şekerspor                     | 3:1                   | Gençlerbirliği Ankara        |
| Uşak Turan İdmanyurdu         | 3:2                   | Erdekspor                    |
| Vefa Istanbul                 | 4:2 n. V.             | Lüleburgazspor               |
| Zonguldak Gençlik             | [1]3:0                | Kocaeli Bş.B.Kağıtspor       |
| İzmir Denizgücü               | 2:1                   | Salihlispor                  |
| Karşıyaka SK                  | 6:0                   | Ödemişspor                   |

Elazığspor, Siirt YSE Spor, Urfa Kendirgücü und Vanspor erhielten jeweils ein Freilos und waren für die nächste Runde qualifiziert.

## 3. Hauptrunde
Die 3. Hauptrunde fand vom 8. bis 9. Oktober 1980 statt.
|                        | Ergebnis              |                          |
| ---------------------- | --------------------- | ------------------------ |
| Istanbul Tekel         | 2:0                   | Çorlu Kültürspor         |
| Izmir Denizgücü        | 1:0                   | Tirespor                 |
| Malatyaspor (Amateure) | 4:1                   | Şanlıurfa Kendirgücü     |
| Vanspor                | 4:1                   | Siirtspor                |
| Diyarbakırspor         | 1:0                   | Mardinspor               |
| Elazığspor             | 2:0                   | Malatyaspor              |
| Erzincanspor           | 2:1                   | Erzincan Karagücü        |
| Erzurumspor            | 10:10                 | Artvin Hopaspor          |
| Kütahyaspor            | 4:0                   | Bilecik Ertuğrul Gençlik |
| MKE Kırıkkalespor      | 2:1                   | Ankara Demirspor         |
| Samsunspor             | 4:0                   | Giresun Seka Aksuspor    |
| Tokatspor (Amateure)   | 1:3                   | Giresunspor              |
| Şekerspor              | 2:0                   | Çorumspor                |
| Eskişehir Demirspor    | 3:2                   | Tavşanlı Linyitspor      |
| Karabükspor            | 2:0                   | Zonguldak Gençlik        |
| Kayserispor            | 3:1                   | Kayseri Sümerspor        |
| Kırıkhan Gençlik       | 0:2                   | İskenderunspor           |
| Manisaspor             | 2:1                   | Balıkesirspor            |
| Muğlaspor              | 4:1                   | Denizlispor              |
| Tarsus İdman Yurdu     | 2:0                   | Adanaspor (Amateure)     |
| Konyaspor              | 2:1                   | Ankara DSİ               |
| Antalyaspor            | 3:0                   | Ispartaspor              |
| Edirnespor             | 4:2                   | Alibeyköyspor            |
| Göztepe Izmir          | 11:0                  | Edremit Gençlik          |
| Izmirspor              | 0:0 n. V. (4:2 i. E.) | Karşıyaka SK             |
| Tekirdağspor           | 2:0                   | Kocaeli Petkimspor       |
| Tokatspor              | 2:0                   | Rizespor (Amateure)      |
| Vefa Istanbul          | 3:3 n. V. (4:2 i. E.) | İstanbul Yıldız          |
| Uşak Turan İdmanyurdu  | 1:2                   | Sakaryaspor              |
| Muhafızgücü            | 0:1                   | Ankaragücü               |

## 4. Hauptrunde
Die 4. Hauptrunde fand am 29. Oktober 1980 statt.
|                   | Ergebnis              |                        |
| ----------------- | --------------------- | ---------------------- |
| Izmir Denizgücü   | 1:1 n. V. (3:5 i. E.) | Edirnespor             |
| Şekerspor         | 2:1                   | Eskişehir Demirspor    |
| Diyarbakırspor    | [1]3:0                | Malatyaspor (Amateure) |
| Elazığspor        | 0:1                   | Giresunspor            |
| Erzincanspor      | 2:1                   | İskenderunspor         |
| Erzurumspor       | 4:2                   | Tarsus İdman Yurdu     |
| Izmirspor         | 6:0                   | Vefa Istanbul          |
| Karabükspor       | 3:1                   | Göztepe Izmir          |
| Kayserispor       | 3:1                   | Tokatspor              |
| Manisaspor        | 4:1                   | İstanbul Tekel         |
| MKE Ankaragücü    | 5:2                   | Konyaspor              |
| MKE Kırıkkalespor | 2:0                   | Antalyaspor            |
| Muğlaspor         | 0:1                   | Tekirdağspor           |
| Sakaryaspor       | 4:0                   | Kütahyaspor            |
| Samsunspor        | 5:1                   | Vanspor                |

## 5. Hauptrunde
- Hinspiele: 12. November 1980
- Rückspiele: 17. Dezember 1980

|                     | Gesamt          |                      | Hinspiel | Rückspiel |
| ------------------- | --------------- | -------------------- | -------- | --------- |
| Diyarbakırspor      | (a)3:3(a)       | Sakaryaspor          | 2:0      | 1:3       |
| Giresunspor         | 5:2             | Manisaspor           | 4:1      | 1:1       |
| Orduspor            | 1:2             | MKE Ankaragücü       | 1:2      | 0:0       |
| Samsunspor          | 1:1 (4:2 i. E.) | Trabzonspor          | 1:0      | 0:1 n. V. |
| Boluspor            | 5:0             | Erzurumspor          | 5:0      | 0:0       |
| Erzincanspor        | 1:5             | Kocaelispor          | 1:0      | 0:5       |
| Karabükspor         | 3:1             | Gaziantepspor        | 3:1      | 0:0       |
| Kayserispor         | 3:1             | Adana Demirspor      | 3:1      | 0:0       |
| MKE Kırıkkalespor   | 2:1             | Tekirdağspor         | 2:0      | 0:1       |
| Şekerspor           | 1:2             | Mersin İdman Yurdu   | 1:1      | 0:1       |
| Zonguldakspor       | 1:2             | Galatasaray Istanbul | 1:0      | 0:2       |
| Beşiktaş Istanbul   | 1:0             | Eskişehirspor        | 1:0      | 0:0       |
| Bursaspor           | 4:3             | Adanaspor            | 4:1      | [1]0:2    |
| Izmirspor           | 3:2             | Edirnespor           | 2:1      | 1:1       |
| Fenerbahçe Istanbul | 2:1             | Rizespor             | [1]2:0   | 0:1       |

## Achtelfinale
- Hinspiele: 25. Februar 1981
- Rückspiele: 11. März 1981

|                      | Gesamt          |                     | Hinspiel | Rückspiel |
| -------------------- | --------------- | ------------------- | -------- | --------- |
| Giresunspor          | 0:3             | Fenerbahçe Istanbul | 0:0      | 0:3       |
| Samsunspor           | 1:2             | Mersin İdman Yurdu  | 1:0      | 0:2       |
| Boluspor             | 0:0 (3:0 i. E.) | Kocaelispor         | 0:0      | 0:0       |
| Bursaspor            | 4:2             | Izmirspor           | 3:0      | 1:2       |
| Ankaragücü           | (a)2:2(a)       | Altay Izmir         | 1:0      | 1:2       |
| MKE Kırıkkalespor    | 2:5             | Diyarbakırspor      | 1:1      | 1:4       |
| Beşiktaş Istanbul    | 1:0             | Kayserispor         | [1]1:0   | 0:0       |
| Galatasaray Istanbul | 4:1             | Karabükspor         | [1]3:0   | 1:1       |

## Viertelfinale
- Hinspiele: 1. April 1981
- Rückspiele: 8. April 1981

|                     | Gesamt |                      | Hinspiel | Rückspiel |
| ------------------- | ------ | -------------------- | -------- | --------- |
| Boluspor            | 3:0    | Galatasaray Istanbul | 1:0      | 2:0       |
| Bursaspor           | 2:0    | Diyarbakırspor       | 2:0      | 0:0       |
| Fenerbahçe Istanbul | 4:0    | Mersin İdman Yurdu   | 2:0      | 2:0       |
| Beşiktaş Istanbul   | 2:3    | Ankaragücü           | 2:0      | 0:3       |

## Halbfinale
- Hinspiele: 22. April 1981
- Rückspiele: 29. April 1981

|                     | Gesamt |            | Hinspiel | Rückspiel |
| ------------------- | ------ | ---------- | -------- | --------- |
| Bursaspor           | 0:1    | Boluspor   | 0:0      | 0:1       |
| Fenerbahçe Istanbul | 1:2    | Ankaragücü | 0:1      | 1:1       |

## Finale

### Hinspiel
| Paarung        | Ankaragücü – Boluspor |
| Ergebnis       | 2:1 (2:1) |
| Datum          | 6. Mai 1981 um 16:00 Uhr |
| Stadion        | Ankara 19 Mayıs Stadyumu, Ankara |
| Schiedsrichter | Cumhur Demir |
| Tore           | 1:0 Mehmet Şahin (19.) 2:0 Sadık Aksöz (33.) 2:1 Minas Asa (42.) |
| Ankaragücü     | Adil Eriç – Fuat Akyüz, İhsan Kavak, Haluk Kargın, Hikmet Hancıoğlu – Nazmi Erdenerin, Sertaç Yüzbaş, Cüneyt Memişoğlu – Mehmet Şahin, İrfan Ertürk, Sadık Aksöz Cheftrainer: Yılmaz Gökdel                                                     |
| Boluspor       | İlker Çelik – İbrahim Desticioğlu, İbrahim Sarıkaya, Erdem Acar, Alaattin Yolaçan, Nuri Artış – Ahmet Taber (65. Şahap Pakal), Selaattin Konrat, Mehmet Akdülger (54. Çetiner Erdoğan) – Halil İbrahim Eren, Minas Asa Cheftrainer: Cahit Sinan |
| Gelbe Karten   | Fuat Akyüz – keine |

### Rückspiel
| Paarung        | Boluspor – Ankaragücü |
| Ergebnis       | 0:0 |
| Datum          | 13. Mai 1981 um 15:15 Uhr |
| Stadion        | Bolu Şehir Stadı, Bolu |
| Schiedsrichter | Sadık Deda |
| Tore           | keine |
| Boluspor       | İlker Çelik – Alaattin Yolaçan, İbrahim Desticioğlu, Erdem Acar, Şahap Pakal – Nuri Artış, İbrahim Sarıkaya, Selaattin Konrat (75. Ahmet Taber) – Minas Asa, Çetiner Erdoğan (69. Mehmet Akdülger), Halil İbrahim Eren, Cheftrainer: Cahit Sinan |
| Ankaragücü     | Adil Eriç – Haluk Kargın, Hikmet Hancıoğlu, Fuat Akyüz, İhsan Kavak – Taner Kalender, Nazmi Erdenerin, Cüneyt Memişoğlu – İrfan Ertürk, Sadık Aksöz (72. Sertaç Yüzbaş), Mehmet Şahin Cheftrainer: Yılmaz Gökdel                                 |

## Beste Torschützen
| Rang | Spieler            | Verein         | Tore |
| ---- | ------------------ | -------------- | ---- |
| 1.   | Minas Asa          | Boluspor       | 5    |
| 2.   | Sadık Aksöz        | Ankaragücü     | 3    |
| 2.   | Muzaffer Atacan    | Bursaspor      | 3    |
| 2.   | İrfan Ertürk       | Ankaragücü     | 3    |
| 2.   | Ahmet Kılıç        | Bursaspor      | 3    |
| 2.   | Sedat Özden        | Bursaspor      | 3    |
| 2.   | Mehmet Şahin       | Ankaragücü     | 3    |
| 8.   | Bülent Hasgönüllü  | Izmirspor      | 2    |
| 8.   | İbrahim Tok        | Sakaryaspor    | 2    |
| 8.   | Hüseyin Tekelioğlu | Diyarbakırspor | 2    |